# 안중근의사기념관

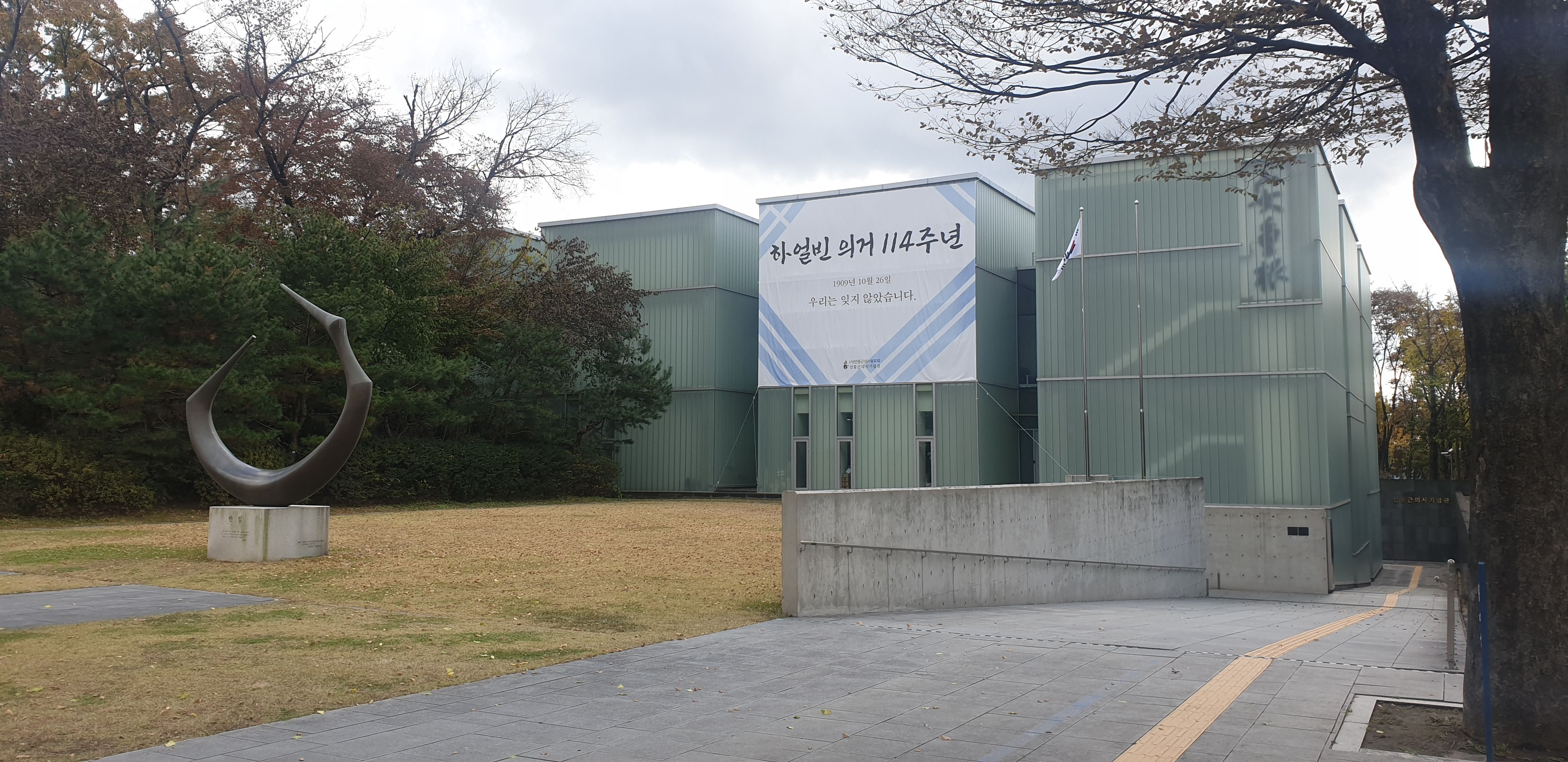
입구

안중근의사기념관(安重根義士記念館)은 안중근 의사를 기념하기 위해 세워진 기념관이다.
서울특별시 중구 남대문로 5가 471번지에 위치하고 있으며, 안중근의 정신과 뜻을 추모하고, 기념하기 위해 설립되었다. 1970년에 준공하여 1971년에 개관하였다. 세부적으로는 건물 179평의 석조와즙 1동과 함께, 기념관 앞에 높이 3m의 안중근 동상이 위치하고 있다. 기념관내 소장품으로는 '국가안위노심초사'외 20점의 휘호, '인심결합론'외 20점의 액자, '안중근의사 존영'외 35점의 사진, '안중근의사 공판기'외 35점의 책자 등이 있으며 일반인의 관람을 위하여 전시하고 있다.

## 특이 사항
2010년 10월 26일 안중근 의사 하얼빈 의거 101주년을 기념하여 구 안중근의사기념관을 철거하고 기존의 기념관이 있던 자리에 높이 3층의 유비쿼터스식 새 기념관을 개관하였다. 박물관의 앞에는 1,2 개의 조각상이 있다.

## 입장 정보
- 개장시간은 하절기(3월~10월) / 10:00 ~ 18:00, 동절기(11월~2월) / 10:00 ~ 17:00이다.
- 입장료는 무료이다.

## 교통
- 지하철
  - 1호선 서울역 (3번출구) → 남산 방향
- 버스: 남산도서관
  - 02
  - 03
  - 05
  - 402
  - 405